# Eleccions presidencials ucraïneses de 1999
Les Eleccions presidencials ucraïneses de 1999 es van dur a terme entre el 30 d'octubre i el 14 de novembre de 1999. Van ser les terceres eleccions presidencials a Ucraïna després de la seva independència de la Unió Soviètica. S'hi presentaren inicialment 15 candidats, i dos es van retirar abans de les eleccions (Volodímir Oliinik i Oleksandr Tkatxenko).
En el moment de les eleccions de la població a Ucraïna era de 50.105.600, amb 34.017.400 vivint a les ciutats. l'óblast de Donetsk és la que té més districtes electorals (23), mentre que la província de Txernivtsí només en 4. La ciutat de Kíev té 12 districtes electorals i Sebastòpol en té 2. També hi ha un districte especial fora del país disponible per als electors que en el moment de les eleccions no poden votar a Ucraïna.
La primera volta de les eleccions va tenir lloc el 30 d'octubre de 1999. Durant la ronda la majoria de les províncies i el districte de fora del país van votar per Leonid Kutxma. En set províncies el candidat més votat fou Petró Simonenko principalment a l'est. Oleksandr Moroz va aconseguir convertir-se en el líder en les províncies més agràries de Poltava i Vínnytsia. Natàlia Vitrenko fou la més votada a la província de Sumi.
La segona volta de les eleccions van tenir lloc el 14 de novembre de 1999, en la qual el president en funcions Leonid Kutxma va mantenir el càrrec de president davant el líder comunista Petró Simonenko.

## Resultats de les eleccions presidencials ucraïneses de 1999
| Candidats — Partits                                | Vots (1a volta) | %     | Vots (2a volta) | %     |
| -------------------------------------------------- | --------------- | ----- | --------------- | ----- |
| Leonid Kutxma — Independent                        | 9.598.672       | 36,49 | 15.870.722      | 56,25 |
| Petró Simonenko — KPU                              | 5.849.077       | 22,24 | 10.665.420      | 37,80 |
| Oleksandr Moroz — SPU                              | 2.969.896       | 11,29 |                 |       |
| Natàlia Vitrenko — PSPU                            | 2.886.972       | 10,97 |                 |       |
| Ievhén Martxuk — Bloc Ievhén Martxuk               | 2.138.356       | 8,13  |                 |       |
| Iuri Kostenko — Independent                        | 570.623         | 2,17  |                 |       |
| Hennadi Udovenko — NDU(Rukh)                       | 319.778         | 1,22  |                 |       |
| Vassil Onopenko — SDPU                             | 124.040         | 0,47  |                 |       |
| Oleksandr Rjavski — Una família                    | 96.515          | 0,37  |                 |       |
| Iuri Karmazín — Partit dels Defensors de la Pàtria | 90.793          | 0,35  |                 |       |
| Vitali Kononov — Partit Verd d'Ucraïna             | 76.832          | 0,29  |                 |       |
| Oleksandr Baziliuk — Partit Eslau                  | 36.012          | 0,14  |                 |       |
| Mikola Haber — Partit Patriòtic d'Ucraïna          | 31.829          | 0,12  |                 |       |
| Ivan Bilas — KUN                                   |                 |       |                 |       |
| Contra tots                                        | 477.019         | 1,81  | 970.181         | 3,44  |